# 中国—加拿大关系史
中國—加拿大關係史，指中国与加拿大之间的双边关系历史。中国和加拿大的往来始于18世纪后期，1788年（清朝乾隆五十三年）就有第一批中国人登陆加拿大。

## 历史

### 清朝時期

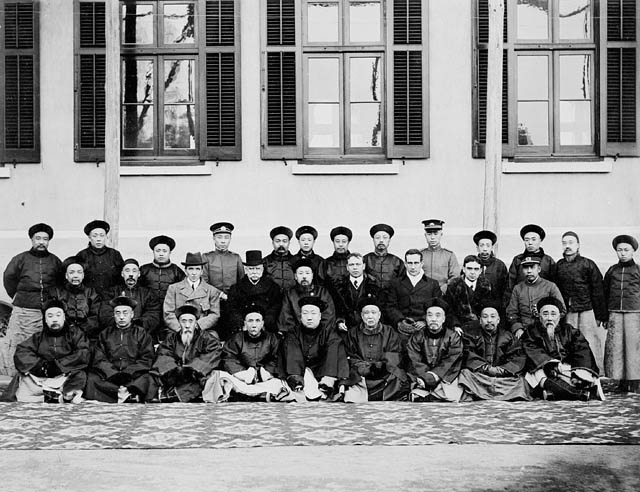
1909年清朝統治下中國官員與英國統治下的加拿大官員在中國合影

史料记载，加拿大和中国的贸易往来始于1780年，18世纪末，广州的丝绸、杭州的茶叶和景德镇的瓷器远销加拿大，不列颠哥伦比亚的皮毛和木材也运销中国。来自广东的华工帮助建设加拿大太平洋铁路。与非华人劳工相比，这些劳工更易接受帶有歧视性質的工时制度，低工资及危险的工作环境（比如开山爆破），以养活留在故乡的家人。华工愿意接受低工资和恶劣的工作环境，激怒了一些非华人的劳工，非华人劳工认为华工搞乱了劳工市场。1885年华人移民法案的通过，授权加拿大政府向移民加拿大的华人收取人头税。当时华人是唯一一个被迫缴纳该税的少数族裔。

### 中華民國大陸時期

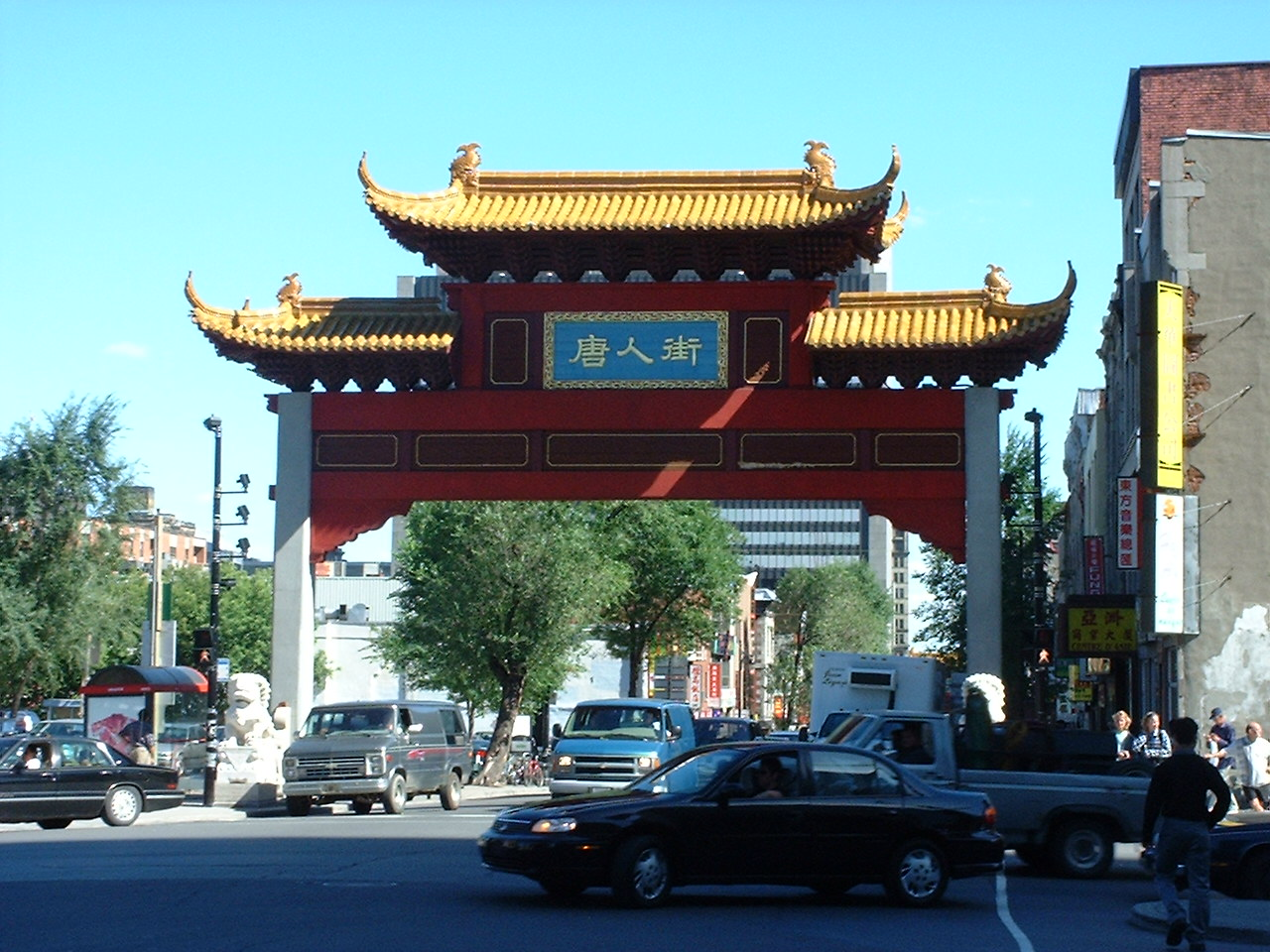
蒙特利尔唐人街

中国民主革命先行者、中华民国国父孙中山曾3次到过加拿大的温哥华。1911年1月，孙中山在温哥华唐人街冒雨演讲，感慨“人心如此，革命必成功矣”。1923年，威廉·莱昂·麦肯齐·金的联邦自由党政府通过1923年华人移民法案，完全禁止华人移民。华人自此成为加拿大唯一被拒的族裔。接下来的25年，越来越多的排华法规得到通过，大部分工作不接受华人，因此很多华人开始自己的餐馆和洗衣店生意。在不列颠哥伦比亚省、萨斯喀彻温省和安大略省，华人雇主不允许雇用白人女工，因此大部分华人生意没有外族裔参与。
一些加拿大籍华人在铁路修建好后在加拿大定居。但由于政府严格的限制和沉重的徵费，他们无法将自己的家庭带到加拿大。甚至他们与非华人的接触也有官方和民间的各种限制。这使得一大批唐人街和华人社区在很多城市的不良地区建立起来。
大萧条时，华人的生活比其它加拿大人的生活要困难得多。在艾伯塔，加拿大华人领到的救济金金额不到其它加拿大人的一半。由于排华法案禁止来自中国的新移民，很多华人男性没有妻子儿女在身边，被迫独立面对一切困难。1931年的人口普查显示加拿大华人的男女比例为12.4:1。为了抗议排华法案，加拿大华人每年都会在7月1日加拿大自治日时关闭店铺，抵制这个被他们称为“羞辱日”的节日。
1938年，加拿大人白求恩率领医疗队到中国的抗日戰爭前线，最終在中國境內去世。

### 中華人民共和國時期

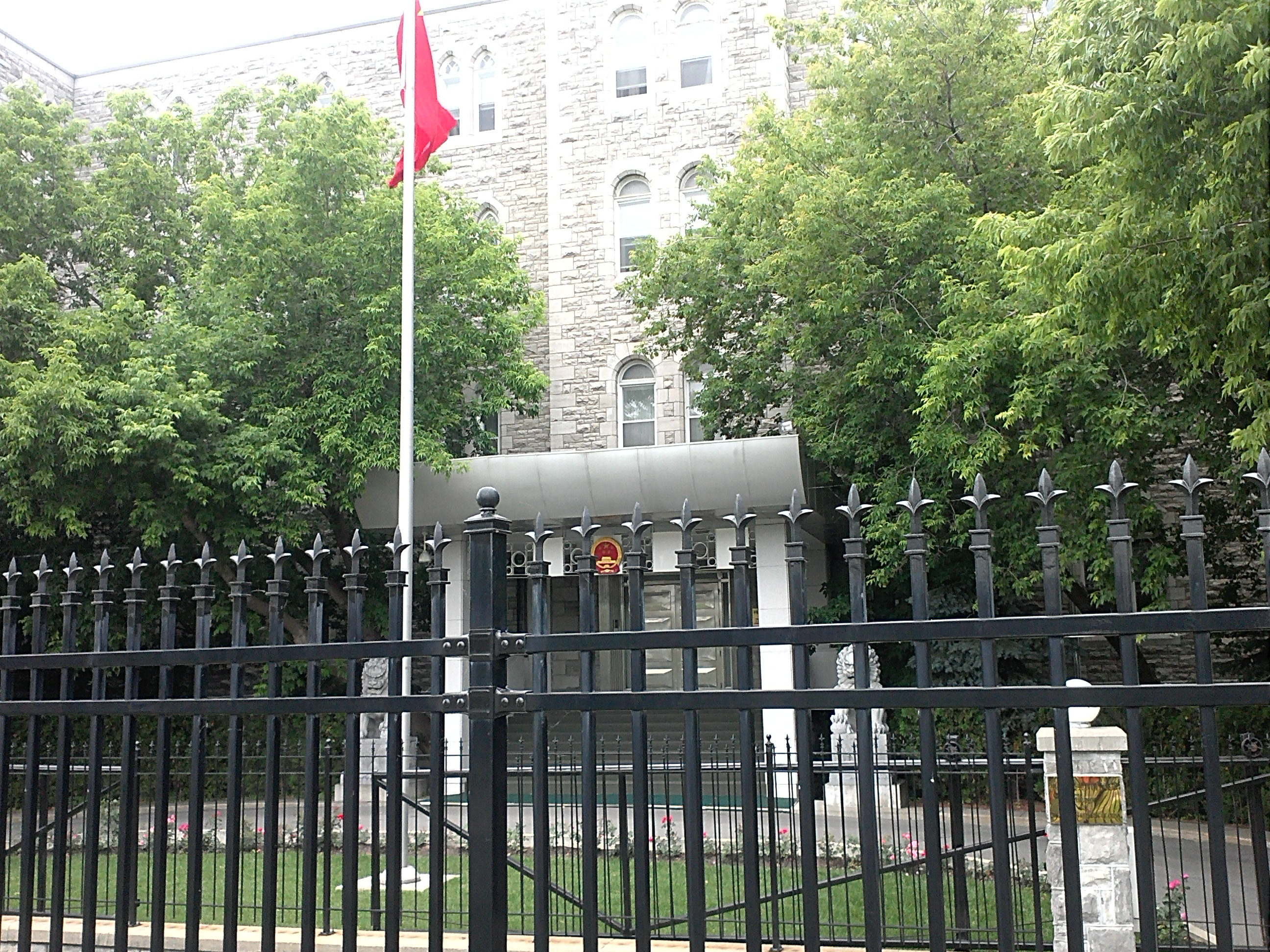
中国驻加拿大大使馆

中華人民共和國和加拿大自1970年10月13日建交，雙方關係取得长足发展。1973年10月，加拿大总理皮埃尔·特鲁多访华，这是自雙方建交后加國總理首次访华，此后高层交往不断增多。中共中央总书记、中国国家主席、国务院总理、全国人大常委会委员长和全国政协主席等党和国家领导人先后访加。中国国家主席李先念在1985年7月访问加拿大，是第一位访问加拿大的中华人民共和国国家元首；中共中央总书记江泽民在1997年11月访问加拿大，是第一位访问加拿大的中华人民共和国最高领导人。加拿大总督、总理和参、众两院议长亦多次访华。